# Johann Alexander Thiele
Johann Alexander Thiele (26. března 1685, Erfurt – 22. května 1752, Drážďany) byl německý malíř a leptař.
Žil a pracoval v Drážďanech, kde působil v rámci dvorského okruhu. Podle v Německu běžného řazení by měl být dvorním malířem, to by však znamenalo, že se věnoval i portrétní tvorbě pro saský královský dvůr, ale právě portrétní malby či kresby jím nebyly vytvořeny – maloval obrazy žánrového typu jako Caroussel nebo krajiny, jako Moritzburg. Zároveň se věnoval i grafice. V Česku je (kromě jiného) Královský zámeček Pilnitz na Labi (z roku 1726).[kde?]